# 塑料微珠

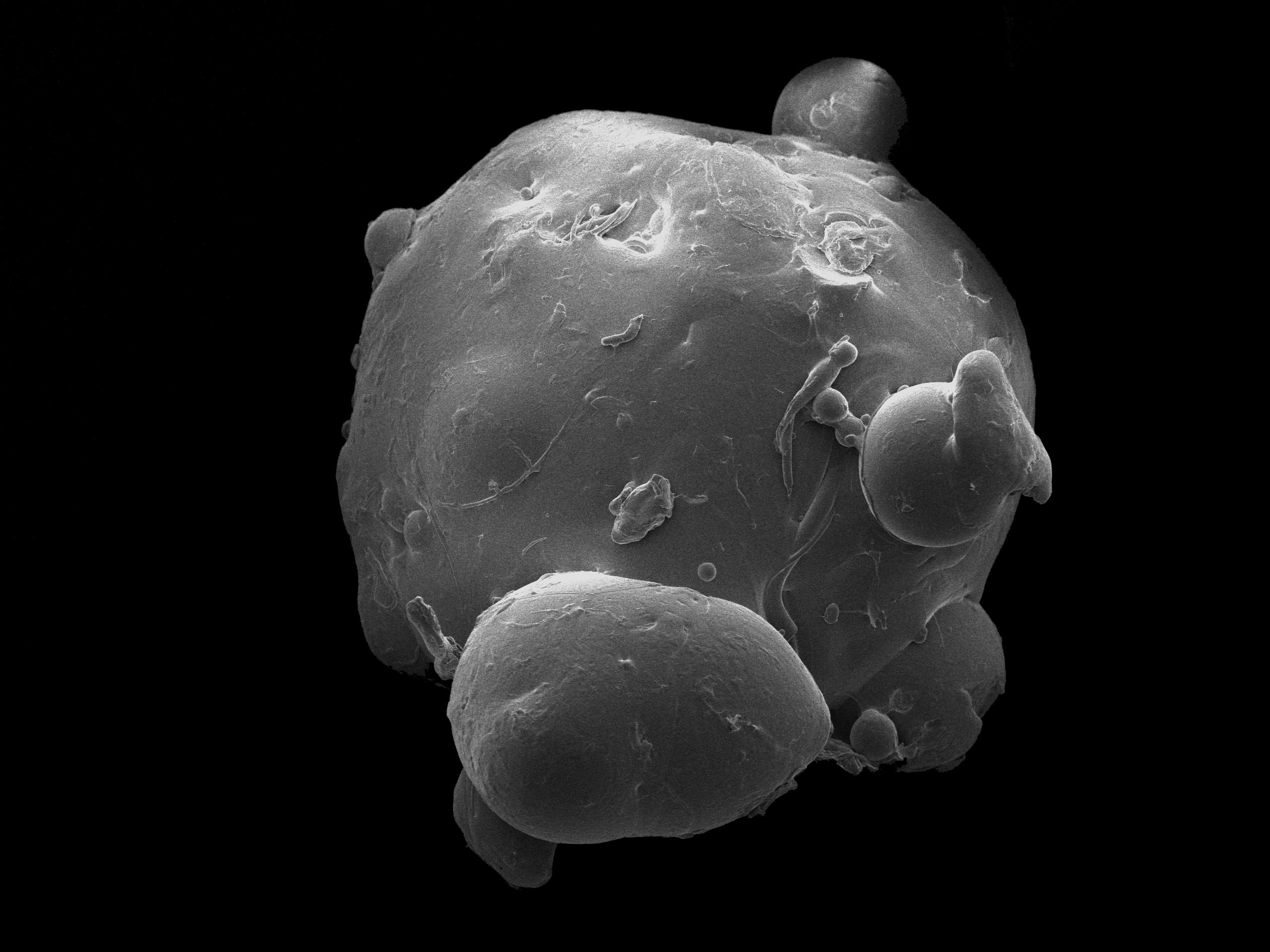
洗面奶中的塑料微珠

塑料微珠（英語：Microbeads）是一类通过工业生产制成的、直径小于1毫米的固体塑料微粒。这些微粒通常由聚乙烯制成，但也有部分由聚丙烯、聚苯乙烯等材料制成。因其有去除角质与死皮之效果，故在牙膏等个人护理产品中有广泛应用。生物医学以及医疗卫生科学领域也会使用塑料微珠。市售的一支磨砂洗面奶中可能就含有超过30万颗的塑料微珠。
塑料微珠易造成塑料颗粒水污染，影响水生生物从而造成环境灾害。塑料微粒在水中可以残留数千年而不消失，即便是可以生物降解的类型，也很难在短时间内降解。
在美国，2015年无微珠水域法案分阶段禁止了塑料微珠在水洗化妆品中的使用。台湾已经立法禁止塑料微珠的生产与进口。中国的业内人士称内地的塑料微珠使用量不大，且已经大幅减少，但2018年底前环保部应会有相关法规出台。而在香港，无塑海洋等环保组织也在努力使香港业界各企业开始停止使用塑料微珠。

## 用途与归类
塑料微珠是指工业生产得到的直径小于1毫米的固体塑料颗粒。这类塑料通常由聚乙烯、聚丙烯和聚苯乙烯等常见塑料的微粒组成。
牙膏、洗面奶等个人护理产品中会加入塑料微珠，将其作为去角质剂使用。因其颗粒直径相对统一，日用品（如沐浴乳、洗面奶等）中加入的塑料微珠产生了球向效应，增加了润滑性，使得此类产品使用起来会有丝滑的感觉。化妆品中常加入彩色的塑料微珠以增加其视觉吸引力。此外，非处方药（即OTC药物）中也可能加入塑料微珠。
部分塑料微珠在显微镜检查、流体成像、流体分析、流程故障检查中有所应用。

## 美妆业禁令

全球范围内存在塑料微粒禁令的国家或地区
◼完全禁止；◼禁止生产和进口；◼辖下部分地区禁止生产和进口；

## 环境影响